# Heinz Holliger
Heinz Holliger (Langenthal, 21 de maig de 1939) oboista, compositor i director d'orquestra suís.
Cursa els estudis d'oboè als conservatoris de Berna i Basilea. Més tard, estudia composició amb Pierre Boulez. Obté el primer premi del prestigiós concurs internacional de Ginebra en 1959 i dos anys després guanya el concurs de Múnic. És professor al conservatori de música de Friburg a Alemanya des de 1966.
Holliger és possiblement l'oboista més conegut del món i compositors com Luciano Berio, Penderecki, Stockhausen i un llarg etcètera han escrit obres per a ell. Com a virtuós de l'oboè, ha dedicat la seva carrera a recitals, concerts com a solista i música de cambra amb l'arpista Ursula Holliger (la seva dona). Ha sigut clau per a l'expansió de la tècnica de l'oboè en la música del segle xx.

## Educació i carrera
Després de prendre classes d'oboè d'Emile Cassagnaud a Berna, va presentar les seves primeres composicions (música de cambra, cançons, música incidental) l'any 1953 a l'edat de catorze anys. El 1956 va començar els seus estudis al Conservatori de Berna amb Emile Cassagnaud (oboè) i Sándor Veress (composició). Després de graduar-se a l'escola secundària a Burgdorf dos anys més tard, va obtenir un diploma de professor al Conservatori de Berna.
Els anys 1958 i 1959 va estudiar piano, primer amb Sava Savoff al Conservatori de Berna, després amb Yvonne Lefébure al Conservatori de París, i va prendre classes particulars d'oboè amb Pierre Pierlot. Entre 1961 i 1963 també va rebre classes de composició de Pierre Boulez.
El 1959 va començar la seva carrera professional com a oboista principal amb la "Basler Orchester-Gesellschaft" (va ocupar el càrrec fins al 1963). El 1961 va seguir els primers enregistraments i les actuacions convidades a tot el món com a oboista solista. El 1965 se li va oferir una cátedra a la Universitat Estatal de Música de Friburg de Brisgòvia. Des de 1975 va ser director convidat permanent de l'Orquestra de Cambra de Basilea fundada per Paul Sacher i va ser nomenat director titular el 1986, poc abans de la dissolució de l'orquestra. De 1998 a 2001 va ser director de l'Orchestre de Chambre de Lausanne. Va ser compositor resident amb l'Orquestra de la Suisse Romande (1993/1994), el Festival de Lucerna (1998) i els "Hitzacker Summer Music Days" (2002).
El 1987 va fundar el Basilea Music Forum juntament amb Jürg Wyttenbach i Rudolf Kelterborn. Juntament amb el pianista hongarès András Schiff, va crear els "Ittingen Whitsun Concerts".
Heinz Holliger es va fer conegut arreu del món com a oboísta; es van escriure nombroses obres per a ell. També va tenir èxit com a compositor. Holliger va compondre obres per a música escènica, orquestral, solista i de cambra. L'ambientació de textos d'autors suïssos té un paper especial en la seva rica obra vocal, també l'òpera Schneewittchen (Robert Walser, 1997/1998). Fent referència a poemes de Georg Trakl, Drei Nachtstücke per a piano (1961) es va publicar amb altres peces sota el títol col·lectiu Elis. El 2007, per invitació de Walter Fink, Holliger va ser el 17è compositor en el retrat de compositor anual del Festival de Música de Rheingau. També és un dels compositors interpretats amb més freqüència als "World Music Days" de la "International Society for New Music" ISCM: 1963 la cantata Erde und Himmel, 1965 Glowing Riddles, 1967 The Trio for Oboe/Viola/Harp, 1969 Siebengesang, 1978 Atembogen, 1991 es va presentar el cicle complet de Scardanelli i el 2004 "Tower Music".
Molts dels seus alumnes també són oboistes de renom, com ara B. Klaus Becker (guanyador del concurs de música ARD el 1981; professor a la Universitat de Música, Drama i Mitjans de Comunicació de Hannover), Christian Hommel (membre de l'Ensemble Modern, professor de la Universitat de les Arts de Bremen), Thomas Indermühle, Diethelm Jonas (professor a la Musikhochschule Lübeck), Omar Zoboli (professor a la Musikhochschule de Basilea; conegut intèrpret de les obres d'Antonio Pasculli), Emanuel Abbühl, Hans Elhorst, Jochen Müller-Brincken i Rosemary Yiameos (principal oboista de la St. Orquestra Simfònica de Gallen).
Holliger és a.o. Membre corresponent de l'Acadèmia de Belles Arts de Baviera i membre de l'Acadèmia de les Arts de Berlín.

## Família
Heinz Holliger va néixer fill d'un metge. Parla d'una mena de bio-realisme, que associa amb la professió del seu pare i la tècnica de la respiració en tocar l'oboè. Es descriu a si mateix com un respirador professional. La mort de la seva mare va donar lloc a una nova etapa en el seu treball com a compositor, que va començar amb l'obra Pneuma i va sorgir com un Rèquiem. Heinz Holliger es va casar amb l'arpista Ursula Holliger (1937–2014) fins a la seva mort el 21 de gener de 2014. La seva filla Anna Holliger va ser primera violinista de l'Orquestra Simfònica de Berna i va morir el 3 de juny de 2021 d'una greu malaltia. El germà gran d'Holliger va ser el director de teatre Erich Holliger (1936–2010).

## Treballs
- Seqüències sobre Joan I,32 (1962) per a arpa
- Siebengesang (1966–1967) per a oboè solista, orquestra, veus i altaveu
- Pneuma
- Quartet de corda (1973)
- Cicle Scardanelli (1975–1991) per a flauta solista, petita orquestra, cinta i cor mixt
- Not I (1978–1980) monodrama per a soprano i cinta
- Estudi sobre la multifònica (1979) per a oboè sol
- Cinc peces per a orgue i cinta (1980)
- What Where (1988), òpera de cambra
- Concert per a violí "Hommage à Louis Soutter" (1993–1995)
- Blancaneus (1998), òpera basada en un text de Robert Walser
- Partita per a piano (1999)
- Puneigä, deu cançons per a dotze intèrprets basades en poemes d'Anna Maria Bachers (2000/02)
- Ma'mounia per a solo de percussió i quintet instrumental (2002)
- Romancendres per a violoncel i piano (2003)
- Induuchlen, quatre cançons per a contratenor i trompa, per a Klaus Huber (2004)
- Toronto-Exercises per a flauta (també flauta alt), clarinet, violí, arpa i marimba (2005)
- Lunea (2018), òpera basada en textos de Nikolaus Lenau

## Premis i honors (selecció)
- 1959 Primer premi d'oboè al Concurs Internacional de Música de Ginebra
- 1960 Primer premi d'oboè al Concurs Internacional de Música de l'ARD, Múnic
- Premi de composició 1985 del Tonkunst suís
- Premi de música Léonie Sonning 1987
- Premi de Cultura de la Ciutat de Basilea, Premi de Música de Frankfurt 1988
- Premi de música Ernst von Siemens 1991
- 1994 Premi de Composició de la Fundació Prince Pierre de Monaco per (S)irató
- Premi de la Crítica 1994/95 Premio Abbiati pel Cicle Scardanelli
- Doctor honoris causa] 1998 per la Universitat de Zuric
- 1999 Premi de Cultura de la Ciutat Langenthal
- Premi Grammy 2002 en la categoria "Productor de l'any, clàssica"
- Premi de la Crítica discogràfica alemanya 2004
- Echo Classic del 2006
- Premi del Festival de Zuric 2007 com a part del Festspiele Zurich (primer premi)[6]
- Premi de música Rheingau 2008
- Gran Premi del Disc 2010
- Gran Premi de Suïssa de Música de 2015[7]
- 2016 Membre de l'American Academy of Arts and Sciences[8]
- Premi Robert Schumann 2017 de la ciutat de Zwickau
- Òpera Lunea del 2018: "Primera representació de l'any" a l'Enquesta a la crítica Opernwelt[9]
- Ordre Pour le Mérite de 2018 per a les Ciències i les Arts
- Premi Robert Schumann de poesia i música 2022

## Selecció d'obres
- Sequenzen über Johannes I,32 (1962) per a arpa
- Streichquartett (1973) per a quartet de corda
- Scardanelli-Zyklus (1975-91) per a flauta, petita orquestra, cinta i cor mixt
- Come and Go / Va et vient / Kommen und Gehen (1976/77) Opera sobre text de Samuel Beckett
- Not I (1978-1980) Monodrama per a soprano i cinta
- Lieder ohne Worte (1982-1994) Dos conjunts d'obres per a violí i piano
- What Where (1988) Òpera de cambra
- Alb-Chehr (1991) Per a narrador, cantants i conjunt de cambra
- Konzert (Hommage à Louis Soutter) (1993-95) per a violí i orquestra
- Schneewittchen (1997/98) Opera

## Principals enregistraments
- Integral de l'obra per a oboè de Tomaso Albinoni amb I Musici (Philips) i la Camerata Bern (DG)
- Integral dels concerts per a oboè de Lebrun (amb el concert de Mozart) (DG)
- Concerts italians amb I Musici (Philips)
- Integral dels concerts de Bach amb l'ASMF (Phil[ ips)
- Concerts per a oboè de Telemann amb l'ASMF (Philips)
- Partites per a oboè sol de (Denon)
- Sonates en trio de Jan Dismas Zelenka (ECM)